# La Loi anti-chiens de Cohen
La Loi anti-chiens de Cohen (titre original : The Cohen Dog Exclusion Act) est une nouvelle humoristique de science-fiction de Steven Schrader.

## Publications

### Publication aux États-Unis
La nouvelle a été publiée aux États-Unis en avril 1971 sous le titre : The Cohen Dog Exclusion Act, dans Eco Fiction, un recueil regroupant des nouvelles relatives à l'écologie vue sous l’angle de la science-fiction.
Ultérieurement, elle a notamment été reprise dans l'anthologie Best SF : 1971.

### Publication en France
La nouvelle a été publiée en langue française dans le recueil Histoires de rebelles, collection « Le Livre de poche » n°3813, en 1984, avec une traduction de Frank Straschitz.

## Résumé
En quelques pages, sur un ton alerte et très humoristique, Seymour Cohen explique au lecteur pourquoi il a été interné en hôpital psychiatrique.
Tout a commencé quand il a constaté que les propriétaires de chiens faisaient déféquer leurs animaux de compagnie sur la voie publique. Des crottes partout, infectant l'odorat, et ignobles à la vue.
Si les chiens ont « le droit de chier par terre », pourquoi les humains n'auraient-ils pas ce même droit ?
Rebelle à l'autorité, Cohen se met en situation de déféquer en pleine rue. Arrêté pour exhibition sexuelle et trouble à l'ordre public, il est conduit au tribunal, où il expose sa théorie.
Dans les heures, les jours qui suivent, des milliers de gens suivent son exemple ; des camps se forment. D'un côté les pro-chiens, défenseurs des traditions ancestrales ; d'un autre côté les anti-chiens, organisant des shit-in pour protester contre les crottes canines. La situation dégénère ; une « loi anti-chien » est même votée...
Mais Cohen, le rebelle initial à l'origine de cette semi guerre civile, reste en prison. 
Néanmoins grâce à lui, se dit-il, enfin « la ville est débarrassée de la merde de chiens » !